# Viatcheslav Gratchiov
Pour les articles homonymes, voir Gratchiov.
Pas d'image ? Cliquez ici

a Compétitions nationales et continentales officielles uniquement.

b Matchs officiels uniquement.
Viatcheslav Ivanovitch Gratchiov ou Gratchev (en russe : Вячеслав Иванович Грачё́в),[réf. nécessaire] né le 22 avril 1973 à Tachkent en République socialiste soviétique d'Ouzbékistan, est un ancien joueur international russe de rugby à XV qui jouait au poste de troisième ligne aile.

## Biographie

### Carrière internationale
Viatcheslav Gratchiov a obtenu sa première cape internationale le 6 novembre 1993 à l'occasion d'un match contre l'équipe d'Italie à Moscou (Russie), et sa dernière cape le 1er octobre 2011 contre l'équipe d'Australie à Nelson (Nouvelle-Zélande).
Il se qualifie avec son équipe pour la Coupe du monde de rugby à XV 2011. La Russie termine en effet deuxième du Championnat des Nations 2010.

## Statistiques en équipe nationale
- 73 sélections (69 fois titulaire, 2 fois remplaçant)
- 95 points (19 essais)
- 5 fois capitaine entre le 13 mai 2000 et le 12 juin 2011
- Sélections par année : 1 en 1993, 6 en 1994, 4 en 1995, 4 en 1996, 5 en 1997, 3 en 1998, 4 en 1999, 2 en 2000, 3 en 2001, 9 en 2002, 6 en 2003, 5 en 2004, 3 en 2005, 7 en 2006, 1 en 2007, 1 en 2008, 8 en 2011

### En Coupe du monde
- 2011 : 3 sélections (États-Unis, Italie, Australie)